# Día de la Constitución (España)
El Día de la Constitución en España, el 6 de diciembre, está declarado festivo nacional y por lo tanto no laborable. Conmemora el 6 de diciembre de 1978, cuando los españoles votaron en referéndum favorable la Constitución española que actualmente se encuentra vigente. Se decidió celebrar el Día de la Constitución en noviembre de 1983, mediante el Real Decreto 2964/1983: «A fin de solemnizar adecuadamente el aniversario de la fecha en la que el pueblo español ratificó mediante referéndum la Constitución, el Gobierno ha considerado oportuno adoptar las medidas conducentes a dicho fin» (Boletín Oficial del Estado, n.º 287).

## Actos Conmemorativos
Durante el 6 de diciembre, la Administración del Estado, las Fuerzas Armadas celebran diversos actos conmemorativos.
En la exposición de motivos del Real Decreto se establece:

A fin de solemnizar adecuadamente el aniversario de la fecha en la que el pueblo español ratificó mediante referéndum la Constitución, el Gobierno ha considerado oportuno adoptar las medidas conducentes a dicho fin.